# ریون (ویرجینیا)
ریون (به انگلیسی: Raven) یک منطقهٔ مسکونی در ایالات متحده آمریکا است که در شهرستان تیزول، ویرجینیا واقع شده‌است. ریون ۱۷٫۷ کیلومتر مربع مساحت و ۲٬۲۷۰ نفر جمعیت دارد و ۵۸۳ متر بالاتر از سطح دریا واقع شده‌است.